# L'Opération Corned Beef
Pour plus de détails, voir Fiche technique et Distribution.
L'Opération Corned Beef est un film français réalisé par Jean-Marie Poiré, tourné durant l'été 1990 et sorti en salles de cinéma le 6 février 1991.
Cinquième collaboration entre Jean-Marie Poiré et Christian Clavier, coauteurs du scénario, le film réunit pour la première fois à l'écran le trio Christian Clavier, Jean Reno et Valérie Lemercier, deux ans avant le succès des Visiteurs.

## Synopsis

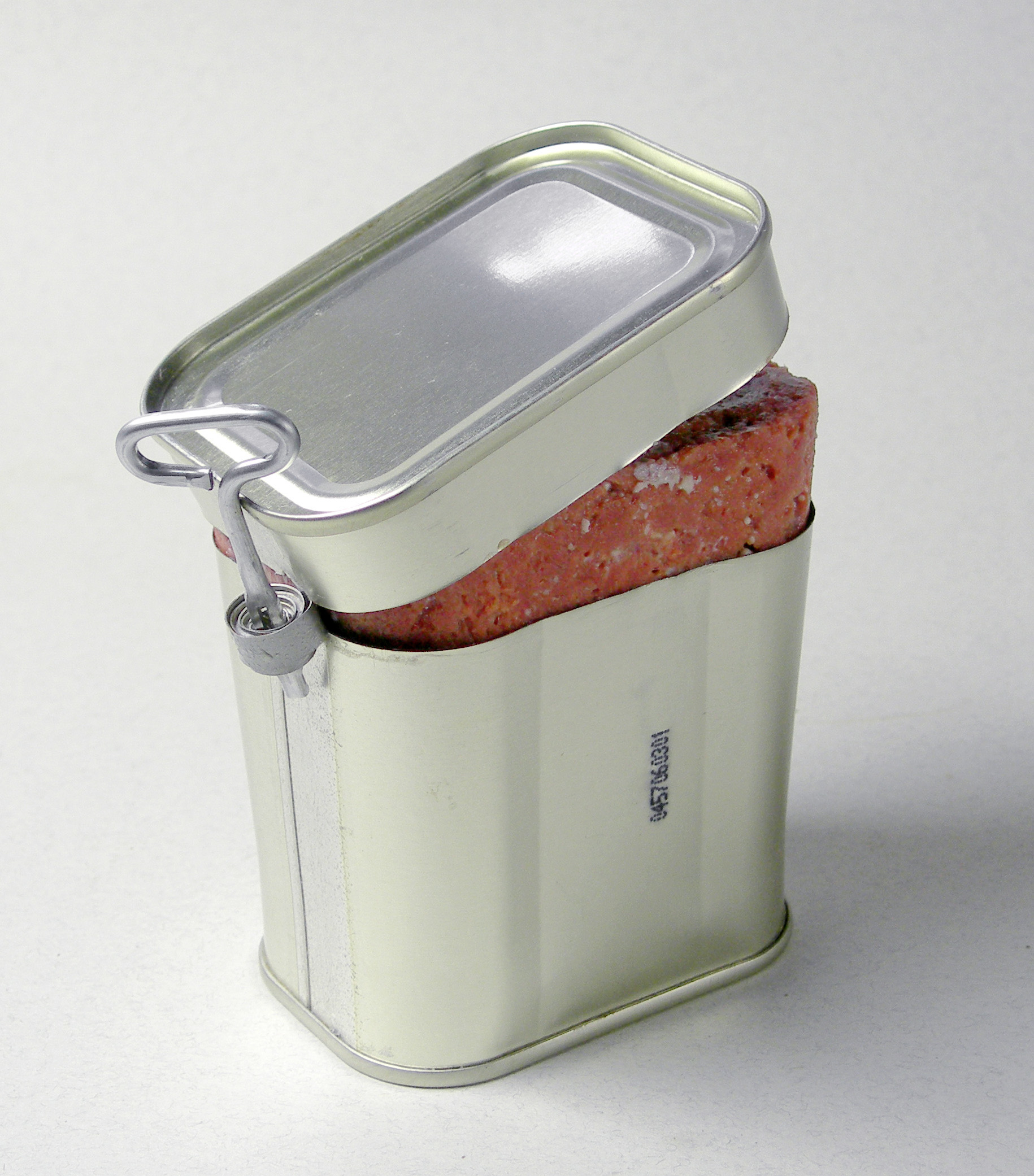
Une boite de corned-beef.

Bogota, en Colombie. Le capitaine Philippe Boulier, dit « Le Squale » (Jean Reno), une légende de la DGSE, est responsable de surveiller les agissements du colonel Zargas, un trafiquant d'armes international qui doit bientôt se rendre en France. Dans le même temps, à Paris, ses équipes ont caché un micro dans la bague de Marie-Laurence Granianski (Valérie Lemercier), l'interprète du consul d'Autriche Horst Burger (Marc de Jonge), un complice du colonel. Ils espèrent ainsi apprendre des informations cruciales sur un traître dans les plus hautes sphères de l'État, qui doit vendre des secrets militaires à Zargas. Une opération illégale et sans filet car intervenir sur le territoire français est normalement du ressort exclusif de la DST.
Mais Madame Granianski désire prendre quelques jours de congés avec son époux Jean-Jacques (Christian Clavier) pour fêter leur anniversaire de mariage, ce qui risque de faire capoter tout le dispositif. Prévenu, le Squale ordonne alors que l'on torpille le couple en mettant une jolie fille dans les bras du mari puis en révélant l'affaire à sa femme, afin qu'elle annule tout et reste au consulat. Pour s'assurer du résultat rapide, le Squale insiste pour que l'on mette sur le coup la plus belle femme disponible dans le service, ignorant que la mission échoit ainsi au lieutenant Isabelle Fourreau (Isabelle Renauld), sa compagne. Celle-ci s'exécute mais Jean-Jacques Granianski, parfaite incarnation du Français moyen, va s'avérer plus pénible que prévu à manipuler. Sans compter que le Squale, d'un naturel très jaloux, est rappelé à Paris.
Un as des services secrets français, une interprète très « BCBG », un mari insupportable, une espionne qui couche par devoir, un aspirant féminin plus que dévoué et une Citroën BX rouge : l'opération Corned Beef est lancée.

## Fiche technique
- Titre : L'Opération Corned Beef
- Réalisation : Jean-Marie Poiré

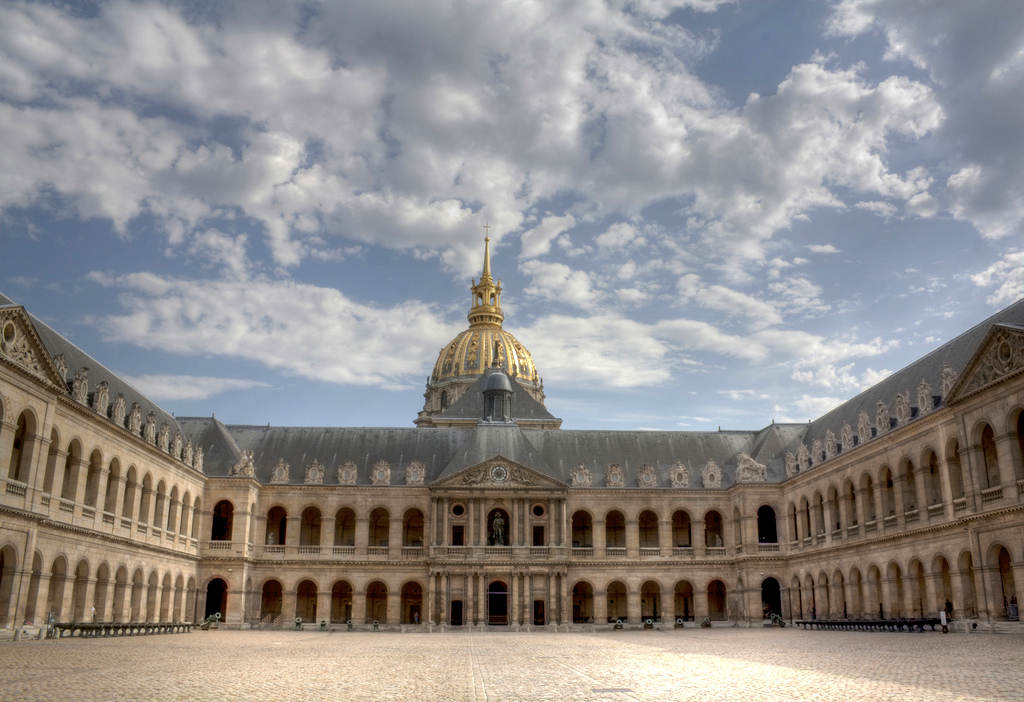
La scène finale se déroule dans la cour d'honneur de l'hôtel des Invalides.

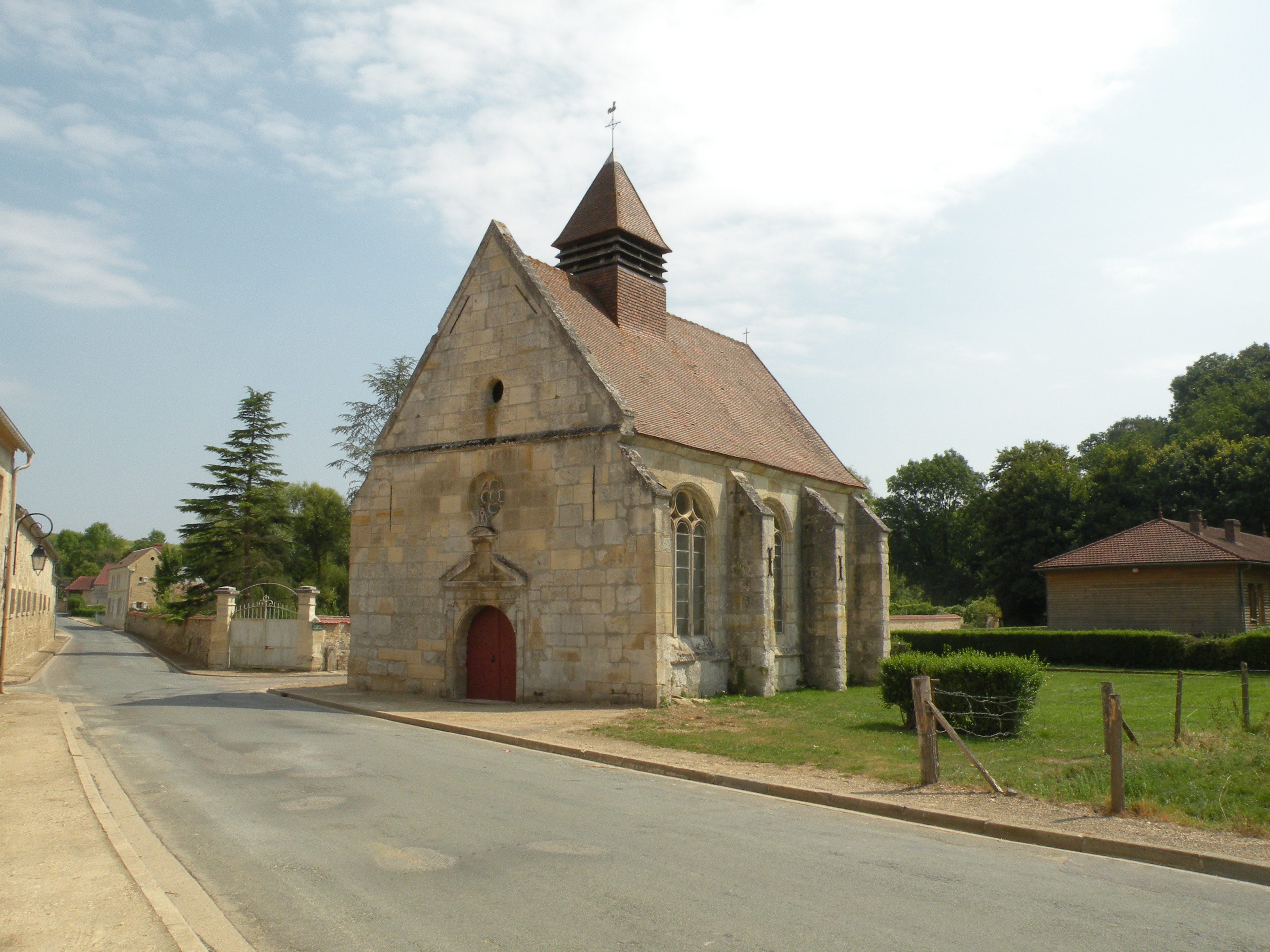
La scène où la vieille dame rentre dans le portail d'un hospice a été tournée à Theuville, dans le Val-d'Oise.

- Assistant-réalisateur : Alain-Michel Blanc, Paul Gueu et Simon Lelouch
- Scénario et dialogues : Christian Clavier, Jean-Marie Poiré
- Scripte : Sylvette Baudrot
- Décors : Hugues Tissandier
- Costumes : Sylvie Marcou et Sophie Marcou
- Directeur de la photographie : Jean-Yves Le Mener
- Son : Pierre Lenoir
- Musique : Éric Lévi
- Montage : Catherine Kelber
- Directrice de casting : Françoise Menidrey
- Producteur : Alain Terzian
- Sociétés de production : Gaumont, Alpilles productions, Amigo productions, Alter Films[Note 1], TF1 Films Production
- Pays d'origine :  France
- Langue originale : français (avec quelques dialogues en espagnol ou en allemand)
- Format : couleur — 35 mm — CinemaScope
- Durée : 1 h 45 minutes
- Genre : comédie, action, aventures
- Dates de sortie :
  - France : 6 février 1991
  - Allemagne : 13 juin 1991

## Distribution

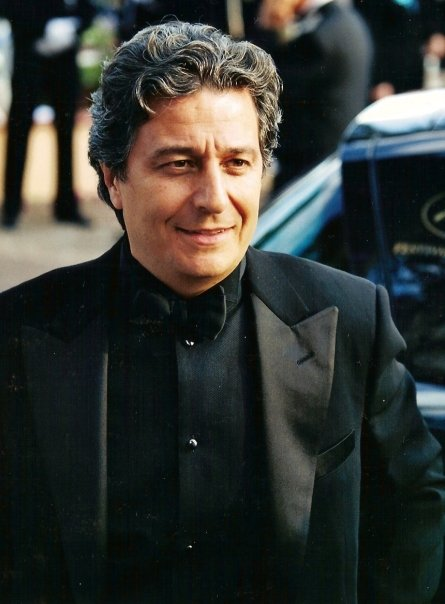
Christian Clavier interprète Jean-Jacques Granianski, psychologue d'entreprise qui se retrouve emmêlé dans l'opération Corned Beef.

- Christian Clavier : Jean-Jacques Granianski
- Jean Reno : le capitaine Philippe Boulier, dit « le Squale »
- Valérie Lemercier : Marie-Laurence Granianski
- Isabelle Renauld : la lieutenant Isabelle Fourreau
- Mireille Rufel : l'aspirant Monique Garcia
- Jacques François : le général Masse, patron de la DGSE
- Francis Coffinet : Georges Favart, le collègue de Boulier
- Marc de Jonge : Horst Burger, le consul d'Autriche à Paris
- Jacques Dacqmine : le général Moulin, patron de la DST
- Raymond Gérôme : Ghislain Chauffereau, le beau-père de Jean-Jacques Granianski
- Dimitri Rougeul : Benoît, l'un des deux fils Granianski
- David Maclatchy : Geoffroy, l’autre fils Granianski
- Jacques Sereys : le ministre de la Défense
- André Schmit : le colonel argentin Augusto Zargas
- Philippe Laudenbach : le ministre de l'Intérieur
- Jean-Marie Cornille : le secrétaire général adjoint Froment, qui promène le chien de François Mitterrand
- Yves Barsacq : le majordome du Président
- Dan Simkovitch : la 2e classe Delphine Granger
- Jean-Pierre Clami : le voyageur que Boulier empêche de sortir des toilettes de l'aéroport
- Luc Barney : le chanteur interprétant la chanson Robin des Bois à l'Élysée
- Didier Gustin : François Mitterrand (voix)
- Inconnu : François Mitterrand de dos
- Inconnu : Helmut Kohl de dos
- Jean-Marie Poiré : un client de la cafétéria de la station-service (caméo)

## Production

### Genèse et développement
Dans les années 1980, Christian Clavier et Jean-Marie Poiré connaissent une suite de succès dans la comédie avec Le Père Noël est une ordure (1982), Papy fait de la résistance (1983) et Twist again à Moscou (1986). Ils tentent de changer de registre avec la comédie dramatique Mes meilleurs copains (1989), mais le film est un échec, avec seulement 358 000 entrées.
Pour se relancer, le tandem revient vers la comédie et propose le scénario d'Opération Corned Beef au producteur Alain Terzian. Celui-ci est tout de suite emballé mais reste sceptique quant au choix du titre. Il suggère de rebaptiser le film Le Squale — d'après le surnom du personnage principal — mais les deux auteurs demandent à conserver le titre initial.

### Choix des interprètes
| |  |  |
| Tandis que Jean Reno joue pour la première fois le premier rôle dans une comédie, Valérie Lemercier, elle, acquiert son premier grand second rôle dans un film, après quelques apparitions mineures dans d'autres films. |  |  |

Pour interpréter du rôle du « Squale », celui du « costaud face à Clavier », Gérard Depardieu est  choisi mais il refuse — il tournera plus tard avec Jean-Marie Poiré et Christian Clavier dans Les Anges Gardiens (1995). D'autres acteurs sont alors envisagés, comme Daniel Auteuil, Thierry Lhermitte, Gérard Lanvin, Pierre Arditi ou Bernard Giraudeau, toujours sans succès.
Marie-Anne Chazel, qui est à l'époque la compagne de Christian Clavier, soumet le nom de Jean Reno, surtout connu pour ses rôles dans les films de Luc Besson. Jean-Marie Poiré croit beaucoup à cette idée permettant de mêler deux générations : celle du Splendid et celle qui a vu Le Grand Bleu (1988). Le producteur Alain Terzian se charge de contacter Jean Reno.

« [...] J'ai donc demandé à Luc [Besson] qui était son agent et Luc m'a répondu : « C'est mon père ! Reno est au Yucatán, mais mon père peut lui amener le script. » Il tournait L'Homme au masque d'or avec Marlee Matlin. Trois jours plus tard, le téléphone sonnait dans mon bureau, avenue de Messine : « Allô, c'est Jean. C'est formidable. On tourne quand ? On signe quand ? » et pendant qu'on parlait, un fax était en train d'arriver : « Nom : Jean Reno. Film : L'Opération Corned Beef. Salaire : Tu mettras ce que tu veux. » C'était lancé. »

— Alain Terzian, Première no 456
Pour le rôle de Marie-Laurence Granianski, Carole Bouquet est un temps pressentie, puis Catherine Jacob qui décline pour tourner dans Merci la vie (1991) de Bertrand Blier. La directrice de casting Françoise Menidrey invite alors Jean-Marie Poiré et Alain Terzian à découvrir une comédienne qui tient un rôle secondaire dans la pièce Un fil à la patte au théâtre du Palais-Royal. En voyant Valérie Lemercier sur scène, le réalisateur et le producteur se sont « poilés de rire » et l'ont immédiatement engagée.
Le film marque la première collaboration du quatuor Poiré-Clavier-Reno-Lemercier, qui se reformera pour Les Visiteurs (1993).

### Tournage

#### Cascades
Initialement, les scènes se déroulant à bord de la Citroën BX devaient être réalisées sur une voiture travelling, comme cela se pratique en général dans les films. L'acteur fait donc semblant de conduire le véhicule. Or, dans ces conditions, la voiture travelling ne peut rouler qu'à faible allure et cela a posé des problèmes lors du tournage de la scène sur la route nationale, où la BX est censée rouler à 140 km/h. La voiture travelling roulant lentement, ils se faisaient doubler par des camions qui les klaxonnaient ou faisaient des appels de phares amicaux, ce qui rendait le tournage impossible. Jean Reno prit lui-même la décision de conduire réellement la BX à 140 km/h sur la nationale, parmi le flot de la circulation normale, avec une caméra déportée fixée sur le capot de la voiture et le matériel de prise de son installé dans le coffre. Aussi, Jean Reno effectuant lui-même quelques cascades « simples » au volant de la BX, les peurs de Christian Clavier en tant que passager étaient bien réelles.

#### Voitures

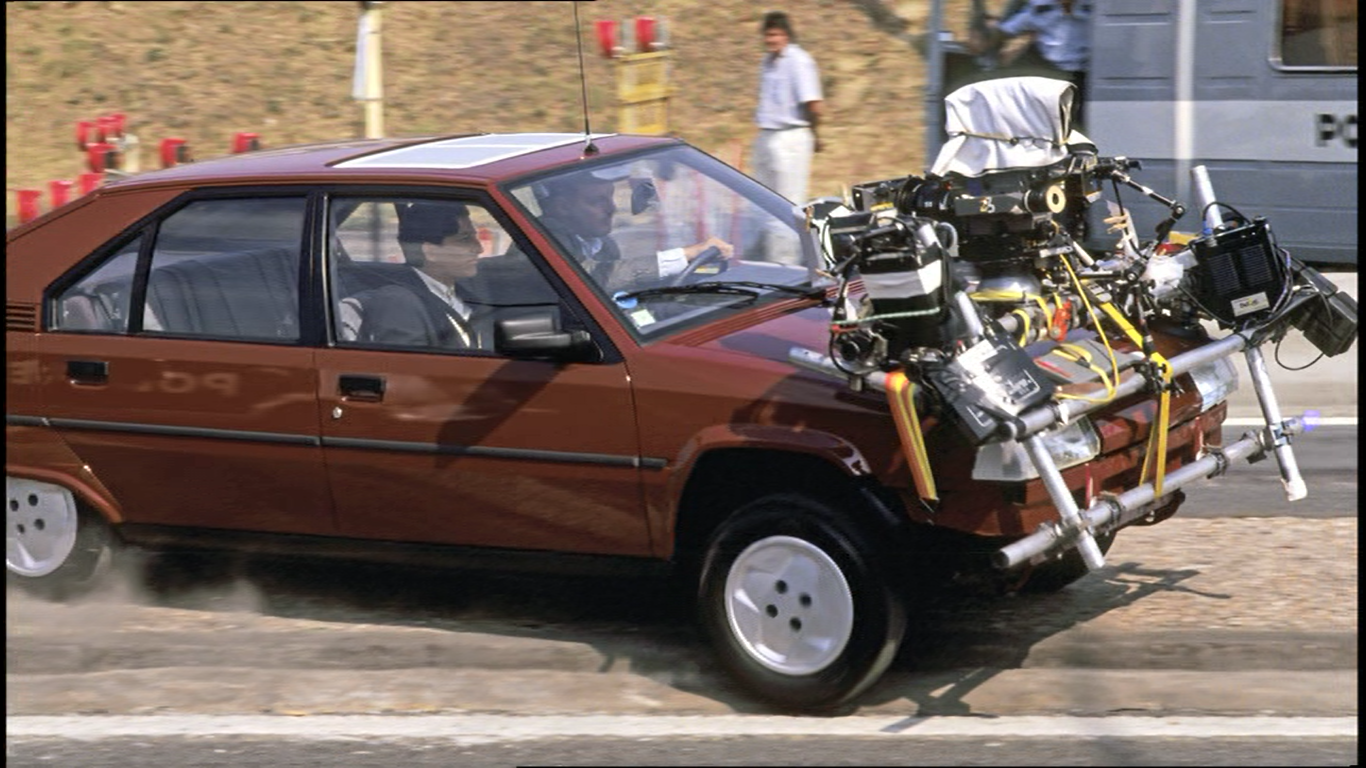
Tournage d'une scène avec Jean Reno, Christian Clavier et la Citroën BX 16 TGS couleur Rouge Delage.

Le film met à l'honneur la gamme Citroën du moment, où plusieurs modèles contemporains de la marque apparaissent en vedettes tout au long de cette comédie (AX, BX, XM, CX EVASION Ambulance, C 25). Toutes les voitures ont été prêtées par Citroën :

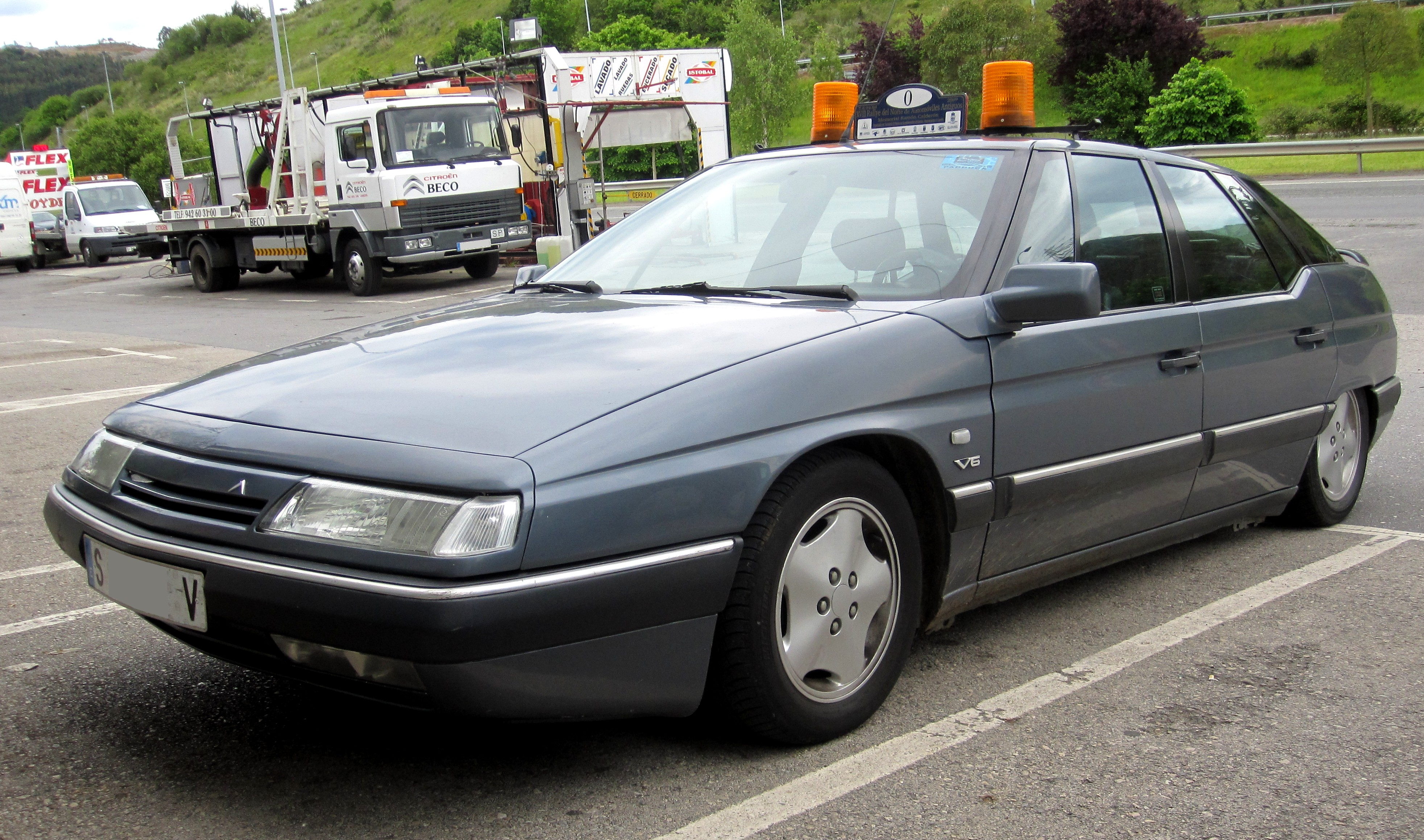
Une Citroën XM similaire à celle du Général Masse.

- La Citroën BX de Jean-Jacques Granianski (Christian Clavier) est une BX 16 TGS modèle 1990 de couleur rouge Delage[3]. Pour les besoins du film, pas moins de six BX ont été utilisées : une BX neuve ayant 2 000 km au compteur a servi pour les scènes « calmes » et les prises de vue à bord et, pour les scènes mouvementées ou de cascades, cinq autres voitures plus anciennes ont été maquillées pour ressembler à la neuve. On voit notamment lors de la scène dans le champ de tournesol que la BX utilisée pour cette séquence est une plus ancienne car son habillage intérieur est marron, alors qu'il est gris dans la BX neuve.
- La Citroën XM du Général Masse (Jacques François) - que se voit offrir Jean-Jacques Granianski (Christian Clavier) à la fin du film, en dédommagement de la destruction de sa BX toute neuve par le Squale (Jean Reno) - est une XM V6 finition « Ambiance » modèle 1990, de couleur gris perlé métallisé verni[3]. À noter une petite erreur de tournage : lors de la première scène avec cette XM, où s'établit une discussion entre le Squale et le Général Masse, on peut remarquer que le siège passager et le panneau de porte passager de la voiture sont en velours gris, contrairement au siège conducteur qui est en cuir noir.
- Le fourgon Citroën C 25 du Général Moulin (Jacques Dacqmine) est un C 25 E Combi Confort modèle 1987, de couleur gris satellite métallisé verni[3].

#### Lieux de tournage
Les scènes censées se dérouler en Colombie ont en réalité été tournées au Mexique. Lors d'une scène, le drapeau mexicain est visible sur un bâtiment. On voit d'ailleurs pendant le générique de début les emblématiques "taxis coccinelles" de la ville de Mexico, omniprésents à l'époque du tournage et retirés de la circulation depuis.
Le camion Saviem SM 7 de la médecine du travail, qui sert de "sous-marin" aux agents de la DGSE, est garé devant le 74 avenue d'Iéna à Paris, dans le 16e arrondissement, près de l'Arc de Triomphe. Lors de son arrivée pour rendre visite à sa femme Marie-Laurence (Valérie Lemercier) au consulat, Jean-Jacques Granianski (Christian Clavier) gare sa Citroën BX devant le 74 avenue d'Iéna. Le consulat est situé en face, rue Auguste-Vacquerie.
Lorsque Le Squale (Jean Reno) rentre à Paris en avion depuis la Colombie, il atterrit à l'aéroport Orly Ouest. Plus tard dans le film, on retrouve cet aéroport lorsque Le Squale accompagne Granainski pour partir en week-end à Venise avec Maryline.
Les scènes où la Citroën BX roule sur la route nationale avec à son bord Jean Reno et Christian Clavier ont lieu quant à elles sur la Nationale 12 à Broué, entre les communes de Cherisy et d'Houdan.
Les scènes se déroulant au domicile des Granianski sont censées se passer à Dreux, à l'adresse fictive "24 avenue du Barry, résidence Pompadour". En réalité, le tournage s'est déroulé allée des Terres Neuves à Croissy-sur-Seine.
La scène où la vieille dame rentre dans le portail d'un hospice a été tournée à Theuville, dans le Val-d'Oise.
La Citroën XM du Général Masse (Jacques François) est garée au parking souterrain George V, avenue George V à Paris 8e arrondissement. Lorsque Le Squale (Jean Reno) et l'Aspirant Garcia (Mireille Rufel) reviennent à Paris après l'explosion de la BX de Granianski, et après l'avoir abandonné en pleine campagne, ils garent la Seat Marbella au niveau du 41 avenue George V, à l'époque devant la Banque Hervé (remplacée aujourd'hui par une boutique Armani). On aperçoit d'ailleurs en arrière-plan une affiche du film Bienvenue à bord !, un film français de Jean-Louis Leconte avec Pierre Richard et Martin Lamotte, sorti en septembre 1990. Des scènes sont ensuite tournées à l'hôtel Prince de Galles.
Pour la fin du film, de nombreuses scènes ont été tournées dans le Parc Astérix et sur son parking. Une scène notamment a lieu sur l'attraction aquatique nommée à l'époque « La Descente du Styx ».

### Doublage

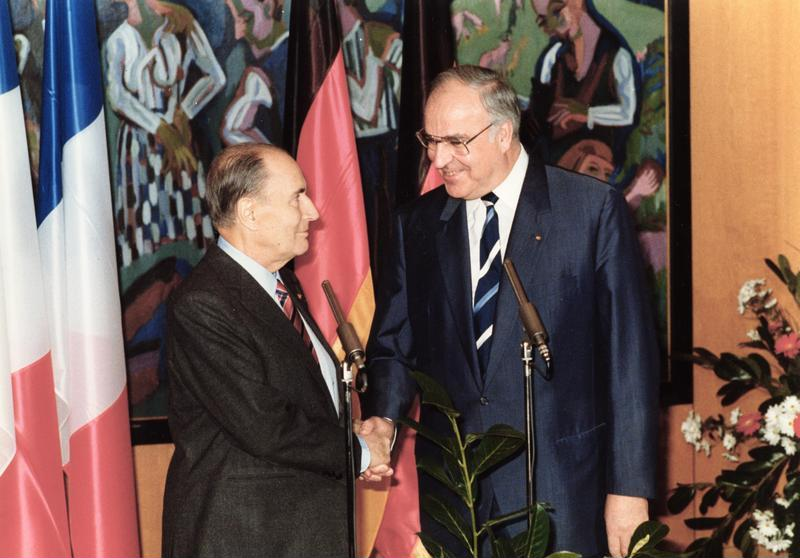
François Mitterrand et Helmut Kohl.

Pour le film, Didier Gustin, alors très peu connu du grand public à l'époque, imite François Mitterrand (mais aussi Helmut Kohl dans une courte scène), qui n'apparaît que de dos.

### Musique
Les musiques du film sont composées par Éric Lévi, ancien membre - et fondateur - du groupe Shakin' Street (dont la chanson Solid As Rock, écrite par Fabienne Shine, est présente dans le film). La chanson principale du film, Passion For War / Love, a été écrite par R. Stone et Eric Levi et est interprété par Joan Paladin (Joan Peltz).
Deux ans plus tard, Éric Lévi, composera la bande originale du film suivant de Jean-Marie Poiré, Les Visiteurs et fondera le groupe Era.
L'album contenant les musiques du film, titré simplement Bande Originale du Film L'Opération Corned Beef, sort la même année que le film.
Liste des titres
| No  | Titre                                          | Artiste(s)                     | Durée |
| --- | ---------------------------------------------- | ------------------------------ | ----- |
| 1.  | Taxi Ride in Bogota (1re version)'             | Eric Levi                      | 02:21 |
| 2.  | La Veuve en noir                               | Eric Levi                      | 00:45 |
| 3.  | No Deal                                        | Eric Levi                      | 04:02 |
| 4.  | Passion For War / Love                         | Joan Paladin                   | 03:44 |
| 5.  | Suspens                                        | Eric Levi                      | 00:38 |
| 6.  | Down Under                                     | Eric Levi                      | 01:02 |
| 7.  | Zargas                                         | Eric Levi                      | 00:36 |
| 8.  | Night Bite                                     | Eric Levi                      | 00:50 |
| 9.  | I Love Kisses                                  | Eric Levi ; Frederick Rousseau | 00:45 |
| 10. | I Love Kisses (version instrumentale)'         | Eric Levi ; Frederick Rousseau | 00:44 |
| 11. | Coney Island                                   | Eric Levi                      | 00:36 |
| 12. | La Clef d'Herman                               | Eric Levi                      | 01:40 |
| 13. | Bad Girl                                       | Eric Levi                      | 00:19 |
| 14. | The Big Fall                                   | Eric Levi                      | 00:48 |
| 15. | Zargas' Landing                                | Eric Levi                      | 00:25 |
| 16. | Zargas' Fallin                                 | Eric Levi                      | 00:38 |
| 17. | Zargas' Parade                                 | Eric Levi                      | 01:00 |
| 18. | Black Escort 1                                 | Eric Levi                      | 00:23 |
| 19. | Black Escort 2                                 | Eric Levi                      | 00:19 |
| 20. | Hang On                                        | Eric Levi                      | 01:14 |
| 21. | Game's Over                                    | Eric Levi                      | 00:46 |
| 22. | Passion For War / Love (version instrumentale) |                                | 03:49 |
| 23. | Taxi Ride In Bogota (2e version)'              | Eric Levi                      | 02:11 |
| 24. | Solid As Rock                                  | Shakin' Street                 | 04:12 |

## Sortie

### Promotion
La bande-annonce montre des images du film accompagnés en voix-off de la voix de Jean Reno (celui-ci joue son rôle du Squale, envoyant un message audio à « son vieux Georges ») :

« Cher vieux Georges, j'ai commencé cette mission d'espionnage à Bogota il y a trois semaines et c'est l'une des plus redoutables de toute ma carrière d'officier à la DGSE, au service de la France : filatures, manipulations diverses, enlèvements, meurtres, cambriolages, photos truquées... la routine, quoi ! Tout se déroulait pour le mieux quand m'est tombée sur le dos une tuile imprévisible qui a pour nom Jean-Jacques Granianski. A priori le gars est très banal, c'est un zéro absolu... Eh bien, mon vieux Georges, c'est faux : ce type est une calamité top niveau qui met en péril l'honneur et la sécurité de la France... et qui risque même de faire tomber le président ; tout ça pour une ridicule histoire de bonne femme. Il m'en a fait baver, crois-moi. Alors il me reste deux solutions : le faire disparaître ou le noyer. Je t'en dirai plus le 006 février. Après ce film, Le Pont de la rivière Kwaï va te paraître un film intello. »

— Philippe Boulier, dit « le Squale » (Jean Reno), dans la bande-annonce du film

### Accueil
La prestation de Valérie Lemercier dans le film lui vaut d'être nommée au césar de la meilleure actrice dans un second rôle durant la 17e cérémonie des César. Elle ne remporte pas le César, mais se rattrapera deux ans plus tard en le gagnant pour son double rôle dans Les Visiteurs, le film suivant de Jean-Marie Poiré.

### Box-office
L’Opération Corned Beef est un échec commercial lors de sa sortie cinéma, classé seulement à la 15e place du box-office français de l'année 1991 en comptabilisant 1 475 580 entrées. Mais lors de sa sa première diffusion télévisée sur TF1 le 1er mars 1994, le film atteint une audience très forte de 12,55 millions de téléspectateurs, curieux de voir ce film fait par la même équipe (Poiré - Clavier - Reno - Lemercier) que celle qui a fait le succès du film Les Visiteurs sorti entre-temps.

## Distinction

### Nomination
- Césars 1992 : César de la meilleure actrice dans un second rôle pour Valérie Lemercier[6]

## Autour du film
- C’est à partir de ce film que Poiré impose son style de réalisation particulier : avec des images saccadées et des montages rapides, style qui fera tous ses prochains films.
- La scène du début du film où « Le Squale » négocie avec des trafiquants des sacs de cocaïne est une parodie de la publicité pour le café El Gringo de Jacques Vabre.
- La réplique « La dernière fois, avec l'opération Bateau coulé, on a été décodé très vite », prononcée par Jacques François, est une allusion à l'affaire du Rainbow Warrior.
- Dans le pavillon de Granianski, lorsque le Squale est à l'étage devant la porte de la chambre à coucher, on aperçoit dans le plan filmé depuis le rez-de-chaussée un tableau où sont écrites au feutre les indications pour la scène.
- Lors de la scène dans la station-service où Jean Reno bouscule Clavier qui renverse son café, on aperçoit Jean-Marie Poiré assis à l'autre bout du comptoir.
- À noter que le trafiquant colombien est poursuivi par le Sentier lumineux, qui est évidemment péruvien, et non colombien.
- Lorsque Granianski rend visite à ses beaux-parents, on voit Jean Reno et Dimitri Rougeul (l'un des deux fils Granianski) se croiser un court instant : ils se retrouveront en 1994 sur le doublage français du film Le Roi lion dans les rôles de Mufasa et de son fils Simba. D'ailleurs, le surnom d'Isabelle utilisé par « le Squale » est « Zazou », semblable à Zazu.
- En Espagne, à la suite du succès du film suivant de Jean-Marie Poiré, Les Visiteurs, L'Opération Corned Beef, qui n'avait pas bénéficié d'une sortie dans ce pays, sort en salles en 1994, soit trois ans après la sortie française.
- La nationalité du consul Burger n'est pas précisée. Cependant, du fait qu'il parle allemand, de la couleur rouge et blanche du drapeau flottant sur la façade du consulat et des tenues tyroliennes du personnel, on peut facilement déduire qu'il s'agit du consul d'Autriche, et d'autant plus qu'un portrait de Kurt Waldheim, président autrichien à l'époque du tournage, est présent dans son bureau.

## Sortie vidéo
L'Opération Corned Beef sort en Blu-ray le 2 septembre 2020 édité par Gaumont, avec en complément le documentaire Pour l'amour dur rire avec des témoignages de Jean-Marie Poiré, Christian Clavier et Jean Reno.